# Hexatoma (Eriocera) myrtea
Hexatoma (Eriocera) myrtea is een tweevleugelige uit de familie steltmuggen (Limoniidae). De soort komt voor in het Neotropisch gebied.